# Saint-Armou
Saint-Armou (wym. [sɛ̃t‿-aɾmu]) – miejscowość i gmina we Francji, w regionie Nowa Akwitania, w departamencie Pireneje Atlantyckie.
Według danych na rok 1990 gminę zamieszkiwały 502 osoby, a gęstość zaludnienia wynosiła 41 osób/km² (wśród 2290 gmin Akwitanii Saint-Armou plasuje się na 713. miejscu pod względem liczby ludności, natomiast pod względem powierzchni na miejscu 917.).